# Gary McFarland
Gary McFarland (23 de octubre de 1933 – 3 de noviembre de 1971) fue un influyente compositor, arreglista, vibrafonista y vocalista, prominente durante la década de los 60, cuando fue "uno de los más importantes contribuyentes a la orquesta de jazz".

## Vida
McFarland nació en Los Ángeles, el 23 de octubre de 1933, pero creció en Grants Pass, Oregon.
Obtuvo un pequeño seguimiento después de trabajar con Bill Evans, Gerry Mulligan, Johnny Hodges, John Lewis, Stan Getz, Bob Brookmeyer, y Anita O'Day.
Así como sus propios álbumes y arreglos para otros músicos compuso las partituras para las películas Eye of the Devil (1966) y Who Killed Mary What's 'Er Name?  (1971). A finales de la década de los 60 se fue alejando de jazz hacia un melancólico estilo de pop instrumental, así como hacia la producción de grabaciones de otros artistas en su sello Skye (en colaboración con Gábor Szabó y Cal Tjader hasta su quiebra en 1970).

## Muerte
McFarland estaba considerando la posibilidad de pasarse a la composición para películas y el teatro cuando, el 3 de noviembre de 1971, murió envenenado con metadona en un bar de Nueva York.

## Discografía

### Como líder
Skye
- 1968: Does the Sun Really Shine on the Moon?
- 1968: America the Beautiful: An Account of Its Disappearance
- 1969: Slaves with Grady Tate
- 1969: Today

Impulse!
- 1963: Point of Departure
- 1965: Tijuana Jazz with Clark Terry
- 1966: Profiles
- 1966: Simpático with Gábor Szabó
- 1967: The October Suite with Steve Kuhn

Verve
- 1961: The Jazz Version of "How to Succeed in Business without Really Trying"
- 1963: The Gary McFarland Orchestra: Special Guest Soloist: Bill Evans
- 1964: Soft Samba
- 1965: The In Sound
- 1966: Soft Samba Strings
- 1968: Scorpio and Other Signs

Otras etiquetas
- 1966: Eye of the Devil (soundtrack)
- 1971: Butterscotch Rum with Peter Smith (Buddah)
- 1972: Requiem for Gary McFarland (Cobblestone)

### Como productor/arreglista
- 1961: All the Sad Young Men – Anita O'Day (Verve)
- 1961: Gloomy Sunday and Other Bright Moments – Bob Brookmeyer (Verve) – two compositions by McFarland
- 1962: Essence – John Lewis (Atlantic) – all compositions by McFarland
- 1962: Big Band Bossa Nova – Stan Getz (Verve)
- 1963: Gerry Mulligan '63 – Gerry Mulligan (Verve) – 3 compositions by McFarland
- 1963: The Groovy Sound of Music – Gary Burton (RCA)
- 1965: Latin Shadows – Shirley Scott (Impulse!)
- 1966: Waiting Game – Zoot Sims (Impulse!)
- 1969: Genesis – Wendy and Bonnie
- 1969: Dreams – Gábor Szabó
- 1969: 1969 – Gábor Szabó
- 1969: Lena & Gabor – Lena Horne and Gábor Szabó
- 1971: Steve Kuhn – Steve Kuhn (Buddha)

### Como músico de sesión
Con Bob Brookmeyer
- Trombone Jazz Samba (Verve, 1962)